# عبد السلام المساوي
عبد السلام المساوي، شاعر وكاتب مغربي. ولد في المغرب ويشغل حالياً منصب رئيس المركز الجهوي للتوثيق والتنشيط والإنتاج في أكاديمية فاس. حاز جوائز عديدة منها جائزة بلند الحيدري (منتدى أصيلا) عن ديوانه «سقوف المجاز» 2000.

## السيرة الذاتية
ولد الكاتب والشاعر المغربي عبد السلام المساوي في سنة 1958 بأيلة، ظهر السوق (إقليم تاونات)، المغرب. حاز على جوائز عديدة منها جائزة بلند الحيدري (منتدى أصيلا) عن ديوانه «سقوف المجاز» 2000. حائز دكتوراه دولة في الأدب العربي المعاصر وشغل سابقاً منصب رئيس المركز الجهوي للتوثيق والتنشيط والإنتاج في أكاديمية فاس. تابع دراسته العليا بكلية الآداب والعلوم الإنسانية بفاس. حصل على الإجازة في الأدب العربي سنة 1982 وعلى شهادة الدراسات المعمقة سنة 1985 ثم على دبلوم الدراسات العليا سنة 1992. يشتغل أستاذ التعليم العالي بمركز تكوين الأساتذة بفاس. بدأ النشر سنة 1983 بظهور قصيدته «لا غرام على الحدود» بجريدة الاتحاد الاشتراكي. التحق باتحاد كتاب المغرب في 13 يونيو 1991. يتوزع إنتاجه بين الكتابة الشعرية والسردية والنقد الأدبي. وقد نشر أعماله بمجموعة من الصحف والمجلات: العلم، أنوال الثقافي، أنوال، الاتحاد الاشتراكي، الأسبوع الأدبي (سوريا)، الثقافة الدمشقية (سوريا) آفاق، رصيف، اليوم السابع، الشاهد (قبرص) المعرفة (سوريا)، الفرسان (باريس). من إصداراته «عصافير الوشاية» (شعر)، و«هذا جناه الشعر علي» (شعر)، و«البنيات الدالة في شعر أمل دنقل»، و«إيقاعات ملوّنة - قراءات في الشعر المغربي المعاصر».

## أعمال الكاتب[6]
- خطاب إلى قريتي: شعر. الدار البيضاء، مؤسسة بنشرة للطباعة والنشر، 1986. 72ص.
- البنيات الدالة في شعر أمل دنقل، منشورات اتحاد كتاب العرب، دمشق، 1994.
- سقوف المجاز، دار النشر المغربية، الدار البيضاء، 1999.
- عناكب من دم المكان، دار ما بعد الحداثة 2003
- عصافير الوشاية، بدعم من وزارة الثقافة 2006
- جماليات الموت في شعر محمود درويش، دار الساقي 2008
- هذا جناه الشعر علي، دار انفوبرينت 2008
- لحن عسكري لأغنية عاطفية، دار النهضة 2011
- الموت المتخيل في شعر أدونيس دار النايا 2013
- المتلقي واسع التأويل، بيت الشعر في المغرب 2015

## الجوائز[7]
- جائزة بلند الحيدري (منتدى أصيلا) عن ديوانه «سقوف المجاز» 2000.